# DeVon Hardin
DeVon Michael Hardin (nacido el 7 de septiembre de 1986 en Long Beach, California) es un exjugador de baloncesto estadounidense. Con 2,11 metros de estatura, jugaba en la posición de ala-pívot.

## Trayectoria deportiva

### Universidad
Jugó durante cuatro temporadas con los Golden Bears de la Universidad de California en Berkeley, en las que promedió 7,4 puntos, 6,4 rebotes y 1,3 tapones por partido. En su última temporada encadenó los cuatro primeros partidos de la competición consiguiendo al menos 14 rebotes, algo que no sucedía desde que lo lograra Darrall Imhoff en la temporada 1959-60. Es en la actualidad el segundo máximo taponador de la historia de los Golden Bears.

### Profesional
Fue elegido en la quincuagésima posición del Draft de la NBA de 2008 por Seattle SuperSonics. pero no llegó a formar parte del equipo. Se marchó a jugar a la liga griega, sustituyendo a Andrae Patterson en el Egaleo AO. De ahí pasó esa misma temporada al Mersin BŞB. S.K. de la liga turca, pero una fractura en su pierna derecha hizo que el equipo prescindiera de sus servicios a las pocas semanas.
Regresó entonces a su país, para jugar con los Tulsa 66ers de la NBA D-League, donde promedió 6,1 puntos y 4,6 rebotes por partido. En 2010 volvió a Europa, para jugar con el Elitzur Yavne de la segunda división israelí, donde promedió 14,8 puntos y 8,9 rebotes. Mediada la temporada fue traspasado al Gaziantep, donde acabó promediando 11,7 puntos y 12,0 rebotes.